# Overlord II
Overlord II est un jeu vidéo développé par Triumph Studios puis édité par Codemasters. Il est sorti en 2009 sur Xbox 360, PlayStation 3 et PC. Il s'agit d'un jeu d'action-aventure faisant suite à Overlord, sorti en 2007 sur ces mêmes consoles.

## Trames
Il y a plusieurs années, l'Overlord, seigneur suprême de la Tour Noire, a disparu avec la fermeture de la dernière Porte des Abysses... Il est ainsi enfermé en enfer...
Cependant, sa Maîtresse était enceinte, et les Larbins ont donc décidé d'attendre la naissance de leur futur nouveau maître...
Mais un événement imprévu, le Grand Cataclysme et la Peste Magique, toucha alors le monde... L'Orbe de Tour, le cœur de la Tour Noire, la source d'énergie de l'Overlord, a implosé en détruisant la Tour... Ainsi qu'une bonne partie de l'ancien Royaume...(ces Terres sont désormais appelés les Terres Incultes)
Ces événements ont provoqué une grande vague de méfiance de la part des Humains vis-à-vis des créatures magiques (Trolls, Licornes, Elfes, Larbins et autres créatures...), ce qui a permis la fondation d'un nouvel État, le Glorieux Empire (une parodie de l'Empire Romain), qui déteste la magie et capture les créatures magiques pour qu'elles servent de chair à canon dans son Arène, voire d'Esclave...
Les Larbins, eux, se sont réfugiés au cœur de la Terre, dans ce qu'ils appellent les "Tréfonds" et la "Tanière des Larbins", le point d'émergence de leur espèce...
Plusieurs années plus tard, un groupe de Larbins découvre, dans le territoire enneigé de Nordberg, le fils de leur Overlord précédent... C'est le "Prélude", où le joueur apprend à utiliser les Larbins...
Plus tard, bien des années s'écoulent, et le futur Overlord sort enfin des Tréfonds à la tête de ses Larbins, avec un objectif très clair en tête: conquérir le Glorieux Empire et rétablir la domination magique et maléfique de sa personne sur le monde...

## Système de jeu
Le joueur incarne l'overlord, descendant de l'Overlord du jeu précédent et contrôle ses sbires : des Larbins. Ces derniers exécutent les tâches qui leur sont assignées aveuglément, sans discuter. La taille de la horde  peut être augmentée au cours des parties grâce à des artefacts. Les quatre types de larbins, ayant des aptitudes particulières, deviennent disponibles au fur et à mesure du jeu. Mis à part les changements abordés plus bas, le Gameplay du jeu reste semblable en de nombreux points à celui du jeu précédent.

### Les nouveautés
Des nouveautés apparaissent dans ce deuxième opus :
1. Les montures :
les Bruns, les Rouges et les Verts  disposent désormais de "montures" dans certaines zones.
Les Bruns peuvent ainsi chevaucher des Loups qui permettent d'accéder à des endroits inaccessibles et  peuvent charger les ennemis afin de rompre les formations du Glorieux Empire.
Les Verts ont la capacité de monter sur de grandes Araignées. Désormais, avec ces alliés, ils savent grimper le long de murs couverts de toiles. Cela leur permet aussi de se placer en embuscade sur des endroits inatteignables.
Des Salamandres, sorte de lézards, deviennent les montures des Rouges. Ces derniers peuvent aussi tirer des boules de feu sur les ennemis pendant que leurs salamandres se déplacent en roulant.
2. Les bleus :
Les Bleus disposent quant à eux d'une nouvelle capacité: ils se "fantômisent" c'est-à-dire qu'ils deviennent quasiment intangibles et invisibles à leurs ennemis. Ainsi, ils peuvent se faufiler entre les ennemis et actionner des interrupteurs ou des roues situés du côté du camp adverse.
3. Les noms :
Contrairement au premier jeu, les Larbins disposent ici de noms propres, ayant des particularités différentes selon le type de Larbin. Ainsi, les Bruns ont des noms se terminant par "eu", comme Rugueux, Crasseux, etc. Les Rouges ont des noms qui se terminent par "ard", comme Coquard, etc. Les Verts se termine par "eur", comme Stresseur, etc. Et les Bleus par "o", comme Coco, etc. On peut observer ces noms dans les casernes des Larbins dans leur Tanière, en inspectant leurs casernes et en les voyant un à un.
4. Le cimetière :
Encore à l'inverse du premier jeu, la possibilité de ramener les Larbins à la vie est offerte au joueur. Dans la Tanière des Larbins se situe le Cimetière, gardé par Mortis, un Bleu habillé comme la faucheuse. En échange de la vie d'autres Larbins, il peut ramener un larbin mort à la vie. Ce système est couplé avec le système de "niveaux", qui classent sur dix rangs les niveaux des Larbins, chaque Larbin coûtant le double de son niveau à sa mort pour être ressuscité.

## Personnages

### L'overlord et son entourage
- L'overlord : L'overlord est le personnage principal et le fils du précédent overlord (voir le jeu overlord et overlord: raising hell) et de Rose, la fille du magicien. Il fut destiné à devenir le nouvel Overlord mais les choses ne se passèrent pas exactement comme prévu. Rose, ne voulant pas que son fils grandisse en présence du mal, quitta la tour noire. Elle donne naissance à un garçon qu'elle abandonne dans le village de Nordberg.  C'est là que l'Overlord grandit. À cause de la particularité de sa peau, bleue avec des traces blanches, et à cause de ses yeux jaunes brillants, les villageois le rejettent et l'appellent "witch-boy", l'enfant-sorcier. Seule Kelda, une petite rouquine qui n'a pas froid aux yeux se montre gentille avec lui. Sa vie à Nordberg prend fin lorsque le Glorieux Empire décide de conquérir la ville et réclame les utilisateurs de magie que les Sentinelles ont trouvés. Les villageois n'ont aucun scrupule, menacés d'une "Purification" et parce qu'ils ne l'aiment pas, à jeter le "petit sorcier" devant les troupes impériales. Le jeune Overlord, aidé par les Larbins qu'il a rencontrés un peu plus tôt, défait les impériaux qui lui barrent la route et réussi à s'échapper pour rejoindre la Tanière des Larbins. Biscornu le retrouve et le ramène dans le "Netherworld" où se trouve depuis le siège des forces du mal.  Élevé par les larbins, le nouvel overlord est sûrement le plus maléfique et le plus dangereux de tous. Il possède un don naturel pour la magie qui lui vient de sa mère sans doute (fille de magicien). Il commence sa campagne de conquêtes par Nordberg la ville qui l'a toujours rejeté.  Là, il retrouve Kelda qu'il ramène dans son domaine. Par la suite, il se lance dans une "croisade" contre L'empire.
- Biscornu : Le maître des Larbins, toujours gris, maléfique et pervers. Lors du Grand Cataclysme, et après la disparition de la Maîtresse et de son enfant, il a conduit les Larbins dans un Exode vers leur terre d'origine, le royaume souterrain des Tréfonds et la Tanière des Larbins, où le premier membre de leur espèce serait apparu. Lors de l'Exode, les Bleus, Rouges et Verts se perdirent et seuls les Bruns parvinrent à atteindre la Tanière. Quelques années plus tard, alors qu'une troupe de Bruns a trouvé l'enfant de leur précédent maître et l'a ramené dans les Tréfonds, Biscornu élève alors le futur Overlord en lui donnant une "bonne éducation maléfique", et treize ans après son arrivée à la Tanière il fait passer un test à son seigneur. Il est, comme dans les autres jeux de la série, le conseiller sage et avisé (et pervers, aussi) qui donne ses conseils au jeune Overlord. Il reste tout le temps dans la Tour des Tréfonds, et à deux endroits différents : soit il est à droite du trône dans la salle du trône, soit il est à droite du "puits" de la salle de magie, où l'Overlord peut améliorer ses sorts. On apprend durant le jeu, et grâce à certaines allusions au passé que Biscornu répète, que c'est un larbin Brun. Son âge est inconnu, mais il doit être très vieux car il ressemblait déjà à ce qu'il est dans Dark Legend, qui se déroule au moins un siècle avant le premier jeu Overlord.
- Jaseux : Ce Brun faisait partie des occupants de la Tanière des Larbins durant l'éducation de l'Overlord... Il a, d'ailleurs, eut un malencontreux accident alors que l'Overlord venait d'être amené congelé dans les Tréfonds. Cet accident l'a laissé atrocement brûlé, et il y a perdu son œil droit, qu'il remplace par un faux œil en cristal. Lorsque le jeune Overlord commence ses "tests", treize ans plus tard, Jaseux est devenu le "Bouffon" des Tréfonds. Il porte un costume légèrement similaire à celui de l'ancien bouffon, mais il est différent en bien des points : il compose des poèmes chaque fois que son maître réalise un "haut-fait", il se fait également accompagné par deux Bruns musiciens, l'un utilisant une harpe volée aux Elfes et l'autre sautant sur un grand tambour.
- Rognon : L'ancien maître de forge du premier jeu, il a survécu à l'exode et a repris ses fonctions dans la Tour des Tréfonds. Contrairement au premier jeu, il parle, fais des commentaires et vit dans les Fondations, la "Forge" des Tréfonds. Il a besoin d'artefacts appelés "pierre de forge" pour pouvoir forger des armes et armures puissantes pour son maître, ainsi que d'ingrédients spécifiques (cristal magique, cristal noir, or, larbins). Il peut aussi améliorer les "casernes" des Larbins dans leur Tanière, ce qui améliore les simples nouveau-nés tout en créant de véritables petites villes. Vers la fin du jeu, Rognon copie les impériaux en construisant des catapultes géantes que l'Overlord peut manipuler lors de sa bataille pour entrer dans la Cité Impériale.
- Mortis : Mortis est un larbin étrange... C'est un Bleu (ce qu'indique ses pieds et la queue qui sort de sa robe) portant une robe de bure rouge et utilisant une faux. Il ressemble à l'image typique que l'ont se fait de la mort, la "Faucheuse", comme il s'appelle lui-même. Il vit dans la Tanière des Larbins, près du cours d'eau qui alimente la zone des Bleus et devant un cimetière de Larbins. Il peut, en échange de la vie de nouveau-nés Larbins, ramener les larbins morts à la vie (excepté ceux qu'il sacrifie), ce qui permet de récupérer les meilleurs combattant.
- Crasseux : N'apparaissant qu'en trois occasion, ce Brun est un "creuseur", c'est-à-dire qu'il creuse depuis les Tréfonds et trouve les sites idéaux pour faire apparaître une porte des Tréfonds, ainsi que les portes de Larbin qui permettent de les invoquer. Il ressemble à n'importe quel Brun, excepté qu'il utilise une pioche et porte un casque de mineur. Il apparaît, avec d'autres creuseur, aux Fondations.

### Les Maitresses
Une Maitresse est la compagne de l'Overlord. Elle décore son domaine, l'aide dans ses conquêtes en lui permettant d'acquérir des artefacts ou en donner des capacités spéciales à ses armées. Le nouvel s'intéresse plus aux femmes que son père car il peut prendre trois maitresses.   
Dans ces conditions, l'overlord en choisit une qui deviendra sa première maitresse. Il s'agit en quelque sorte de sa favorite car ce seront les décorations et les montures affiliées à cette Première maitresse qui seront disponibles au cours du jeu, et elle sera la seule des trois a apparaître en dehors de la cellule où il est possible de choisir sa première maitresse dans les quartiers privés de la Tour des Tréfonds.
- Kelda :  Kelda, originaire de Nordberg, est en quelque sorte l'amie d'enfance de l'overlord. Lorsque l'empire prend le contrôle de la ville, Kelda se retrouve esclave de Mornus, devenu fraichement gouverneur de Nordberg. L'attaque de l'Overlord sur la ville lui donne l'occasion de se venger de Mornus et de s'enfuir avec le quatrième. La violence ne la dérange pas mais elle montre une certaine noblesse dans ses actes et dans ses choix.  Elle est neutre d'une certaine manière car elle ne montre aucun penchant pour la destruction et la domination. Si elle devient première maitresse, Elle promet de fournir des loups à l'overlord qui serviront de montures aux larbins bruns.
- Juno : Juno est une noble dame du Glorieux Empire. Elle vit à Clairéternel, le lieu de villégiature de l'empire, où ses charmes lui valent les attentions de nombreux hommes riches et puissants, mais qui sont déjà mariés pour la plupart... Lorsque l'overlord cherche à récupérer l'incubateur des Verts dans un complexe impérial sur l'île de Clairéternel, il peut assister au "jugement" de Juno par la Gouvernante locale et plusieurs des épouses éconduites par Juno et qui l'accuse d'être une sorcière pour avoir "ensorcelé" leurs maris. Une Sentinelle impériale, sur ordre de la Gouvernante, use alors de son "détecteur magique" pour vérifier si les accusations sont bien fondées. À cause d'un Gnome caché sous sa robe, Juno est considérée comme une créature magique et est ramenée à la ville pour y être jugée. C'est lorsque l'Overlord conquiert Clairéternel qu'il libère Juno et en fait sa Maîtresse. Comme Kelda, Juno n'a pas l'air très maléfique et ne montre pas de penchant pour la domination ou la destruction... mais elle est par contre beaucoup plus superficielle et dépensière. Si elle devient première maîtresse elle promet de fournir des araignées géantes à l'Overlord, qui serviront de montures aux larbins Verts.
- Fay : La reine des Fées, chef des créatures magiques, dont les Dryades, Fées, Elfes et Licornes. Elle dirige les Sanctuaires, les cachettes secrètes où les créatures magiques, traquées par le Glorieux Empire, ont élu domicile et d'où elles résistent tant bien que mal aux impériaux. Au début, Fay est une ennemie de l'Overlord comme de l'Empire (ce qui est dommage, car Biscornu la trouve "affriolante"), mais après que l'Overlord ait récupéré les Bleus et soit parti pour les Terres Incultes, elle décide de conclure une trêve avec l'overlord, car ils ont un ennemi commun : le Glorieux Empire. Elle aide l'Overlord a redonner sa puissance à l'Orbe de Tour, l'artefact magique qui a explosé et crée le "Grand Cataclysme" ainsi que le "Fléau magique", mais malgré son premier choix douloureux l'Orbe n'est pas complète. Elle accepte donc que l'Overlord draine sa propre magie pour compléter l'Orbe, alors que les troupes du Glorieux Empire pénètre dans son Ultime Sanctuaire. L'Overlord draine donc Fay, et remplace sa magie lumineuse par sa propre magie maléfique... Elle devient Fay noir, une copie de ce qu'elle était mais avec des cheveux rouges... Si l'Overlord décide de la "drainer" complètement, elle devient le Spectre de Fay, un fantôme. Après la destruction de son Ultime Sanctuaire, elle devient une des Maîtresses de l'Overlord. Contrairement à Juno ou Kelda, elle est maléfique et a un penchant prononcé pour la destruction, elle considère d'ailleurs que les deux autres maîtresses lui sont inférieures. Si elle est la première maîtresse, elle fournit des salamandres à l'Overlord, qui servent de montures aux larbins rouges.

### Les ennemis
- Solarius : Mystérieux empereur du Glorieux Empire, il a de nombreuses statues, à Nordberg après la conquête de la ville par l'empire et dans les terres de la Campagne de l'Empire. Il réside au palais de la Cité Impériale, la capitale, et n'en sort jamais. C'est le dirigeant suprême du Glorieux Empire, mais il ne parle jamais, et Marius lui sert de porte-parole. Il porte une tenue inspirée d'une armure d'officier de la Rome antique, une cape rouge et un masque rappelant le visage de Jules César. Il se régénère quotidiennement dans une salle de son palais où il stocke la magie que ses Éradicateurs et Sentinelles prennent aux créatures magiques qu'ils traquent, il utilise également cette magie dans des "temples" qui offrent à ses citoyens une eau "miraculeuse" censée les guérir de tout.
- Mornus : Gros et gras noble du Glorieux Empire. Il est le frère de Marius, le porte-parole de l'empereur. Il déteste son frère, qui serait, de son avis, le responsable de sa nomination à la direction de Nordberg. Il déteste d'ailleurs la ville dont il a la charge, car c'est un trou perdu, et il opprime le peuple afin de transformer le territoire de Nordberg pour en faire un endroit digne de l'empire. Il est l'exact opposé de son frère : alors que Marius est intelligent, grand et maigre, Mornus est assez stupide, petit et gros (ses bourrelets ont des bourrelets, d'après Kelda). C'est le premier des impériaux que l'Overlord doit vaincre, pour s'emparer de Nordberg. Il peut être tué ou asservi : s'il est tué, il disparaîtra, alors que s'il est asservi, il restera devant la mairie de Nordberg en position fœtale.
- Marius : Le frère de Mornus. Il est très proche de l'empereur Solarius, parlant à sa place et gérant la plupart des affaires de l'empire. Il dirige les Sentinelles, qui traquent les créatures magiques de toute sorte, ainsi que les Éradicateurs et serait impliqué dans plusieurs programmes de recherches impériaux. Il est donc le bras droit de Solarius, et en plus de parler pour son maître il a également l'insigne privilège de savoir ce que ce dernier dissimule sous son masque doré. Il apparaît pour la première fois lorsque l'Overlord assiège Nordberg, il vient se rendre compte des agissements de son frère, et est irrité de voir qu'un "démon" a ravagé la ville (il n'apparait que lorsque l'Overlord a obligé Mornus à se retrancher dans son palais). Lorsque Mornus est coincé, Marius menace l'overlord, l'appelant "petit-sorcier" comme les Nordbergiens dans sa jeunesse (il est d'ailleurs le seul ennemi a nommé ainsi l'overlord). Après avoir menacé l'Overlord, Marius disparaît (en se téléportant) (tout en laissant son frère, encore vivant, entre les mains de l'Overlord) et semble regagner la Cité Impériale où il continue à servir Solarius.
- La Gouvernante de Clairéternel : Vieille et grosse citoyenne impériale. Elle semble avoir été nommée à la tête de la ville et du territoire de Clairéternel après sa conquête par l'Empire. Elle a transformé la capitale de l'île en un lieu de villégiature pour les citoyens impériaux lassés de la vie de la Cité Impériale, et y emploient les elfes fais prisonnier lors de la conquête de l'île, faisant d'eux des esclaves. C'est elle qui, en tant que plus haute autorité de l'île, décide du sort final de Juno après son jugement et décide de l'envoyer dans l'Arène Impériale (néanmoins, le Centurion responsable de Clairéternel voulant "examiner" Juno, car n'ayant jamais vu une telle créature magique, elle n'a pas le temps d'envoyer la condamnée avant que l'Overlord n'attaque la ville). Lorsque l'Overlord s'empare de la ville, la Gouvernante implore sa pitié, et l'overlord peut choisir de l'asservir ou de la tuer.